# Houses of the Holy
| 평가 점수                     | 평가 점수 |
| 출처                          | 점수      |
| ----------------------------- | --------- |
| AllMusic                      | [ 2 ]     |
| Christgau's Record Guide      | A–        |
| The Daily Telegraph           | [ 4 ]     |
| Encyclopedia of Popular Music | [ 5 ]     |
| Entertainment Weekly          | A         |
| The Great Rock Discography    | 8/10      |
| MusicHound Rock               | 4/5       |
| Rolling Stone                 | [ 8 ]     |
| The Rolling Stone Album Guide | [ 9 ]     |
| Tom Hull – on the Web         | A–        |

《Houses of the Holy》는 1973년 3월 28일, 애틀랜틱 레코드에 의해 발매된 영국의 하드 록 밴드 레드 제플린의 다섯 번째 스튜디오 음반이다.
이 음반은 두 명의 밴드 멤버가 집에 스튜디오를 설치한 덕분에 더 정교한 노래와 편곡을 개발하고 음악 스타일을 확장할 수 있게 된 덕을 보았다. 이후 그룹 라이브 세트에 〈The Song Remains the Same〉, 〈The Rain Song〉, 〈No Quarter〉 등 여러 곡이 고정물이 되었다. 타이틀곡을 포함하여 세션에서 녹음된 다른 자료들은 보류되었고 이후 음반인 《Physical Graffiti》와 《Coda》에 발표되었다. 모든 악기와 보컬은 밴드 멤버 로버트 플랜트 (보컬), 지미 페이지 (기타), 존 폴 존스 (베이스, 키보드), 존 본햄 (드럼)이 제공했다. 음반은 지미 페이지가 프로듀싱했고 에디 크레이머가 믹싱했다.
이 커버는 밴드가 최초로 힙노시스에 의해 디자인한 것으로 북아일랜드의 자이언트 코즈웨이에서 찍은 사진을 바탕으로 만들어졌다.
비판적인 반응은 엇갈렸지만, 《Houses of the Holy》는 이후 1999년 미국 음반 산업 협회로부터 다이아몬드 (매출 1,000만장 이상) 인증을 받아 상업적으로 성공을 거두었다. 2012년 이 음반은 《롤링 스톤》의 역사상 가장 위대한 음반 500장에서 148위에 올랐다.

## 녹음
1972년까지 레드 제플린은 그들의 스튜디오 음반과 라이브 쇼에서 지속적인 상업적이고 비판적인 성공을 거두었다. 이들은 지난해 발매된 네 번째 스튜디오 음반으로 즐거운 경험이 된 롤링 스톤스 이동식 스튜디오를 이용해 장소 녹화에 열심이었다. 호주 투어 후, 1972년 4월, 이 단체는 이 이동식 스튜디오를 햄프셔주의 저택이자 시골 소유지인 믹 재거의 집인 스타그로브스로 가기로 결정했다. 에디 크레이머가 녹음 엔지니어로 돌아왔다.
이 음반의 일부 곡들은 이스트햄프셔의 헤들리 그레인지 단지에서 세션 동안 처음 시도되었던 〈No Quarter〉와 같은 초기 세션에서 시도되었다. 기타리스트 겸 프로듀서인 지미 페이지와 베이시스트 겸 키보디스트 존 폴 존스는 모두 홈 스튜디오를 설치했고, 이를 통해 그들은 완전한 작곡과 편곡으로 스타그로브스에 도착할 수 있었다.

## 커버 아트

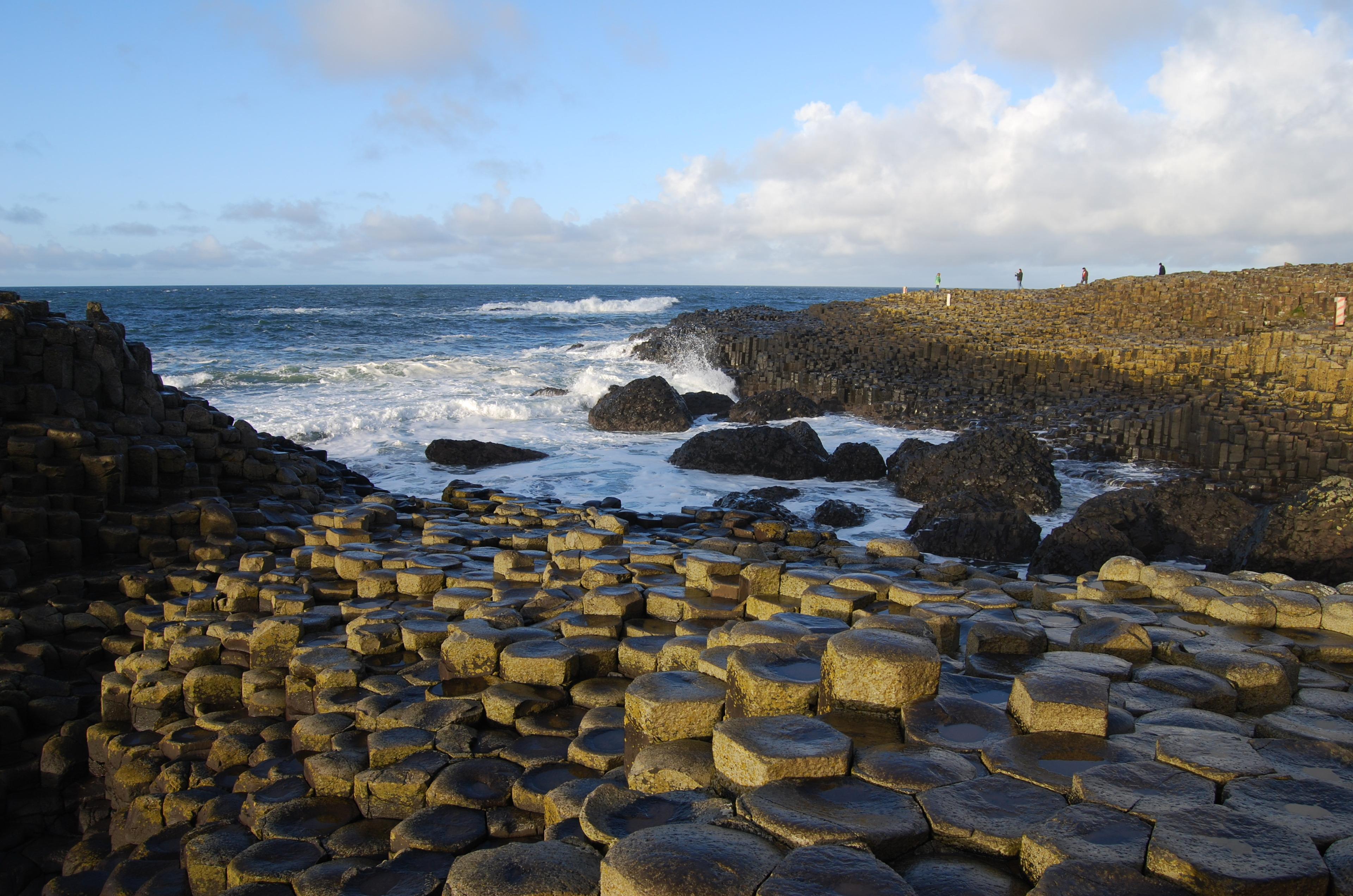
커버는 북아일랜드 자이언트 코즈웨이에서 촬영되었다.

《Houses of the Holy》의 커버 아트는 아서 C. 클라크의 소설 《유년기의 끝》에서 영감을 얻었다. 커버는 북아일랜드 자이언트 코즈웨이에서 힙노시스의 오브리 파웰이 찍은 여러 장의 사진을 콜라주한 것이다. 이 장소는 페루에서의 대체 장소보다 앞서 선택되었다.
사진 촬영에는 스테판 게이츠와 사만다 게이츠라는 두 아이가 출연했다. 열흘에 걸친 답답한 사건이었다. 새벽과 해질녘의 빛을 포착하기 위해 아침과 해질녘에 먼저 촬영을 했지만, 끊임없는 비와 구름 때문에 결코 원하는 효과를 얻지 못했다. 두 아이의 사진은 흑백으로 촬영해 멀티 프린트를 해 음반 커버에서 볼 수 있는 11명의 효과를 냈다. 결과는 불만족스러웠지만, 후기 제작에서 일부 우발적인 색조 효과가 적절한 커버를 만들어냈다. 내부 게이트폴드 사진은 코즈웨이 인근 던루스 성에서 촬영됐다.
2010년 2월, 스테판 게이츠는 BBC 라디오 4의 커버에 관한 다큐멘터리에 출연했다. 그는 그의 여동생이 동의하지 않았지만 이미지에는 뭔가 불길한 것이 있다고 말했다. 그는 또한 이 음반을 들어본 적이 없다고 인정했다. 이 프로그램은 게이츠가 자이언트 코즈웨이로 돌아와 휴대용 플레이어로 음반을 듣는 것으로 끝났고, 이후 게이츠는 그에게서 엄청난 무게가 풀렸다고 말했다.
《Houses of the Holy》는 그룹이 최초로 음색에 맞지 않는 노골적인 제목을 붙인 음반이지만, 이전 음반과 마찬가지로 밴드 이름도 음반 제목도 소매에 인쇄되지 않았다. 하지만, 매니저 피터 그랜트는 애틀랜틱 레코드가 레코드에 접근하기 위해 부서지거나 미끄러져야 하는 소매의 미국 카피에 랩으로 된 종이 타이틀 밴드를 추가하는 것을 허용했다. 1980년대 이 음반의 첫 번째 CD 발매에는 표지 자체에 타이틀 로고가 인쇄되어 있었다.
1974년 이 음반은 베스트 앨범 패키지 부문에서 그래미 어워드 후보에 올랐고, 이 커버는 2003년 VH1의 역사상 가장 위대한 음반 커버 50위에서 6위로 평가되었다.
페이지는 음반 커버가 힙노시스가 제출한 두 번째 버전이라고 밝혔다. 첫 번째는 아티스트 스톰 소거슨에 의해 테니스 라켓이 달린 전기 녹색 테니스 코트를 선보였다. 소거슨이 비주얼 펀으로 그들의 음악이 "라켓"처럼 들린다는 것을 암시하는 것에 화가 난 밴드는 그를 해고하고 파웰을 대신 고용했다.

## 곡 목록
| #  | 제목                            | 작사·작곡                           | 재생 시간 |
| -- | ------------------------------- | ----------------------------------- | --------- |
| 1. | 〈The Song Remains the Same〉   | 지미 페이지, 로버트 플랜트          | 5:32      |
| 2. | 〈The Rain Song〉               | 페이지, 플랜트                      | 7:39      |
| 3. | 〈Over the Hills and Far Away〉 | 페이지, 플랜트                      | 4:50      |
| 4. | 〈The Crunge〉                  | 존 본햄, 존 폴 존스, 페이지, 플랜트 | 3:17      |

| #  | 제목             | 작사·작곡                  | 재생 시간 |
| -- | ---------------- | -------------------------- | --------- |
| 1. | 〈Dancing Days〉 | 페이지, 플랜트             | 3:43      |
| 2. | 〈D'yer Mak'er〉 | 본햄, 존스, 페이지, 플랜트 | 4:23      |
| 3. | 〈No Quarter〉   | 존스, 페이지, 플랜트       | 7:00      |
| 4. | 〈The Ocean〉    | 본햄, 존스, 페이지, 플랜트 | 4:31      |

## 인증
| 국가                                                                                         | 인증         | 판매량/출하량 |
| -------------------------------------------------------------------------------------------- | ------------ | ------------- |
| 아르헨티나 (CAPIF)                                                                           | 골드         | 30,000^       |
| 오스트레일리아 (ARIA)                                                                        | 2× 플래티넘  | 140,000^      |
| 프랑스 (SNEP)                                                                                | 2× 골드      | 200,000*      |
| 독일 (BVMI)                                                                                  | 골드         | 250,000^      |
| 이탈리아 (FIMI)                                                                              | 골드         | 25,000        |
| 스페인 (PROMUSICAE)                                                                          | 골드         | 50,000^       |
| 영국 (BPI)                                                                                   | 플래티넘     | 300,000^      |
| 미국 (RIAA)                                                                                  | 11× 플래티넘 | 11,000,000^   |
| *판매량을 기반으로 한 인증 · ^출하량을 기반으로 한 인증 · 판매량+스트리밍을 기반으로 한 인증 |              |               |

## 같이 보기
- 미국에서 가장 많이 팔린 음반 목록